# INT 10H
INT 10h, INT 10H или INT 16 — инструкция на языке ассемблера для процессора архитектуры x86, генерирующая программное прерывание BIOS 10hex, 17-й вектор прерывания в архитектуре x86. BIOS, как правило, связывает с этим вектором обработчик прерывания в реальном режиме, предоставляющий видеосервис. Он включает установку видеорежима видеоадаптера, вывод символов и строк, графические примитивы (чтение и запись пикселей в графическом режиме).
Вызов INT 10h довольно медленный, поэтому многие программы получают доступ к видеоадаптеру напрямую, без BIOS. Установка видеорежима, производимая как правило единожды, может быть выполнена при помощи BIOS. Однако, отрисовка должна выполняться быстро, поэтому для этого лучше подходит прямой доступ к видеопамяти, чем вызов прерываний BIOS для каждого пикселя.

## Список функций видеосервиса
| Функция                                                       | Код функции      | Параметры | Возвращаемое значение |
| ------------------------------------------------------------- | ---------------- | --- | --- |
| Установка видеорежима                                         | AH=00h           | AL = номер режима | AL = флаг видеорежима / байт режима CRT контроллера                                                                                                |
| Установить форму курсора текстового режима                    | AH=01h           | CH = начальная строка, CL = конечная строка Обычно знакоместо имеет 8 строк, 0-7. Тогда CX=0607h — обычный курсор-подчеркивание, CX=0007h — всё знакоместо. Если задан 5-й бит CH, то это обычно означает «Скрыть курсор». Поэтому CX=2607h — невидимый курсор. Некоторые видеокарты имеют 16 строк на знакоместо, 00h-0Fh. Некоторые видеокарты не используют 5-й бит CH. В таком случае, для скрытия следует задать CH > CL (например CX=0706h) | |
| Установить позицию курсора                                    | AH=02h           | BH = страница, DH = строка, DL = столбец | |
| Получить позицию и форму курсора                              | AH=03h           | BH = страница | AX = 0, CH = начальная строка формы курсора, CL = конечная строка формы курсора, DH = строка, DL = столбец                                         |
| Получить позицию светового пера (Не работает на VGA системах) | AH=04h           | | AH = Статус (0=не активно, 1=активно), BX = пиксель X, CH = пиксель Y, CX = номер строки пикселя для режимов 0Fh-10h, DH = символ Y, DL = символ X |
| Задать активную страницу                                      | AH=05h           | AL = номер страницы | |
| Прокрутка вверх                                               | AH=06h           | AL = число строк для прокрутки (0 = очистка, CH, CL, DH, DL используются), BH = атрибут цвета. CH = номер верхней строки, CL = номер левого столбца, DH = номер нижней строки, DL = номер правого столбца | |
| Прокрутка вниз                                                | AH=07h           | см. выше | |
| Считать символ и атрибуты на позиции курсора                  | AH=08h           | BH = страница | AH = цвет, AL = символ |
| Записать символ и атрибуты на позиции курсора                 | AH=09h           | AL = символ, BH = страница, BL = цвет, CX = сколько раз записать символ | |
| Записать символ на позиции курсора                            | AH=0Ah           | AL = символ, BH = страница, CX = сколько раз записать символ | |
| Задать цвет фона/границы                                      | AH=0Bh, BH = 00h | BL = Цвет фона/границы (граница только в текстовых режимах) | |
| Задать палитру                                                | AH=0Bh, BH = 01h | BL = ID палитры (имело смысл в CGA адаптерах, но более новые видеокарты поддерживают это во многих или всех графических режимах) | |
| Задать пиксель                                                | AH=0Ch           | AL = цвет, BH = страница, CX = x, DX = y | |
| Прочитать цвет пикселя                                        | AH=0Dh           | BH = страница, CX = x, DX = y | AL = цвет |
| Консольный вывод символа                                      | AH=0Eh           | AL = символ, BH = страница, BL = цвет (только в графическом режиме) | |
| Получить текущий видеорежим                                   | AH=0Fh           | | AL = видеорежим, AH = число знаковых столбцов, BH = текущая страница                                                                               |
| Вывести строку (EGA и выше)                                   | AH=13h           | AL = режим вывода, BH = страница, BL = цвет, CX = длина строки, DH = строка (на экране), DL = столбец, ES:BP = адрес | |